# El Fehoul
El Fehoul (em árabe: الفحول) é uma cidade e comuna localizada na província de Tremecém, no noroeste da Argélia. Em 2008, sua população era de 7 045 habitantes.